# Лозањ
Лозањ је насеље у Србији у општини Горњи Милановац у Моравичком округу. Према попису из 2022. било је 159 становника. Удаљено 18 км од Горњег Милановца у правцу виса Рајац и планине Сувобор, између река Дичине и Озремице, на надморској висини од 400 до 560 м и на површини од 904 ха.
Лозањ је првобитно припадао општини Горњи Бањани. Има основну школу. На месту званом Црквине налазила се црква брвнара посвећена Светом Николи. У 1862. години подигнута је нова црква у Горњим Бањанима, суседном селу, чијој парохији припада и Лозањ. Сеоска слава је први дан Тројица, а сеоски вашар у прву недељу Усековенија.

## Историја
Постоје докази да је Лозањ постојао још у средњовековној Србији. Доласком Турака село се делимично иселило. Поново је насељено у 18. веку када су дошли досељеници из Црне Горе, Гласинца са Романије, Старог Влаха, Бихора и ужичког краја. Лозањ је наводно име добио по виновој лози која се некада у овом селу много гајила. Име Лозањ први пут се помиње у турском попису 1525. године и то под именом Горњи Лозањ. Тада је имао 8 домова.
У ратовима у периоду од 1912. до 1918. године село је дало 134 ратника. Погинуло их је 80 а 54 је преживело.

## Демографија
У пописима село је 1910. године имало 697 становника, 1921. године 576, а 2002. године тај број је спао на 342.
У насељу Лозањ живи 302 пунолетна становника, а просечна старост становништва износи 48,9 година (48,1 код мушкараца и 49,8 код жена). У насељу има 120 домаћинстава, а просечан број чланова по домаћинству је 2,83.
Ово насеље је великим делом насељено Србима (према попису из 2002. године), а у последња три пописа, примећен је пад у броју становника.
|  |

| Демографија | Демографија | Демографија |
| Година      | Становника  | Становника  |
| ----------- | ----------- | ----------- |
| 1948.       | 718         |             |
| 1953.       | 755         |             |
| 1961.       | 698         |             |
| 1971.       | 597         |             |
| 1981.       | 563         |             |
| 1991.       | 441         | 441         |
| 2002.       | 340         | 343         |
| 2011.       | 257         |             |

| Етнички састав према попису из 2002.‍ | Етнички састав према попису из 2002.‍ | Етнички састав према попису из 2002.‍ | Етнички састав према попису из 2002.‍ | Етнички састав према попису из 2002.‍ |
| ------------------------------------ | ------------------------------------ | ------------------------------------ | ------------------------------------ | ------------------------------------ |
|                                      |                                      |                                      |                                      |                                      |
| Срби                                 | Срби                                 |                                      | 339                                  | 99,70%                               |
| Муслимани                            | Муслимани                            |                                      | 1                                    | 0,29%                                |
| непознато                            | непознато                            |                                      | 0                                    | 0,0%                                 |

| Година пописа     | 1948. | 1953. | 1961. | 1971. | 1981. | 1991. | 2002. |
| ----------------- | ----- | ----- | ----- | ----- | ----- | ----- | ----- |
| Број домаћинстава | 149   | 168   | 172   | 159   | 155   | 143   | 120   |

| Број чланова      | 1  | 2  | 3  | 4 | 5  | 6 | 7 | 8 | 9 | 10 и више | Просек |
| ----------------- | -- | -- | -- | - | -- | - | - | - | - | --------- | ------ |
| Број домаћинстава | 28 | 39 | 18 | 8 | 17 | 7 | 3 | 0 | 0 | 0         | 2,83   |

| Пол    | Укупно | Неожењен/Неудата | Ожењен/Удата | Удовац/Удовица | Разведен/Разведена | Непознато |
| ------ | ------ | ---------------- | ------------ | -------------- | ------------------ | --------- |
| Мушки  | 155    | 44               | 93           | 14             | 4                  | 0         |
| Женски | 153    | 22               | 92           | 36             | 2                  | 1         |
| УКУПНО | 308    | 66               | 185          | 50             | 6                  | 1         |

| Пол    | Укупно                    | Пољопривреда, лов и шумарство | Рибарство                            | Вађење руде и камена | Прерађивачка индустрија       |
| ------ | ------------------------- | ----------------------------- | ------------------------------------ | -------------------- | ----------------------------- |
| Мушки  | 96                        | 66                            | 0                                    | 0                    | 16                            |
| Женски | 51                        | 35                            | 0                                    | 0                    | 7                             |
| УКУПНО | 147                       | 101                           | 0                                    | 0                    | 23                            |
| Пол    | Производња и снабдевање   | Грађевинарство                | Трговина                             | Хотели и ресторани   | Саобраћај, складиштење и везе |
| Мушки  | 0                         | 0                             | 1                                    | 0                    | 5                             |
| Женски | 0                         | 0                             | 4                                    | 1                    | 0                             |
| УКУПНО | 0                         | 0                             | 5                                    | 1                    | 5                             |
| Пол    | Финансијско посредовање   | Некретнине                    | Државна управа и одбрана             | Образовање           | Здравствени и социјални рад   |
| Мушки  | 0                         | 0                             | 1                                    | 0                    | 0                             |
| Женски | 1                         | 1                             | 0                                    | 1                    | 0                             |
| УКУПНО | 1                         | 1                             | 1                                    | 1                    | 0                             |
| Пол    | Остале услужне активности | Приватна домаћинства          | Екстериторијалне организације и тела | Непознато            | Непознато                     |
| Мушки  | 1                         | 0                             | 0                                    | 6                    | 6                             |
| Женски | 0                         | 0                             | 0                                    | 1                    | 1                             |
| УКУПНО | 1                         | 0                             | 0                                    | 7                    | 7                             |